# Jazz Radio
Jazz Radio est une station de radio française basée à Lyon, fondée en 1996, diffusant ses programmes nationalement sur 54 fréquences dans toute la France ainsi qu'à Monaco et en Suisse. Elle fait partie du collectif Les Indés Radios.
La station est, comme son nom l'indique, surtout dédiée au jazz, mais elle présente également une programmation variée : du jazz, de la soul, et parfois même une touche de chill-out, du funk, du blues, ou encore du gospel.

## Histoire
Le 10 janvier 1996, la station est créée à Lyon par Christophe Mahesous le nom de « Fréquence Jazz », devenant ainsi la première radio station de jazz en France qui soit diffusée 24 heures sur 24. 
En août 1996, la version parisienne de Fréquence Jazz a été créée et commence à diffuser sous le nom Paris Jazz, mais avec une programmation différente de celle de son homologue lyonnaise.
En juin 2008, Fréquence Jazz prend le nom de « Jazz Radio ». En juillet 2008 Jazz Radio  commence à diffuser sur quatre nouvelles fréquences dans les régions du Centre et des Midi-Pyrénées. Fin de 2008, Jazz Radio poursuit son extension de fréquences dans toute la France avec neuf nouvelles fréquences dans le nord et l'est de la France.
Le 15 mai 2012, Jazz Radio commence à diffuser à Monaco sur la fréquence FM de 95,7 MHz.
En janvier 2013, Jazz Radio commence à émettre en numérique à Paris sur la RNT.
En juin 2018, Jazz Radio commence à émettre sur la RNT à Lille et à Dunkerque.
En novembre 2020, jazz Radio commence à émettre sur la RNT à Bordeaux sur le canal 8C.

## Identité visuelle - Logos

Logo de Fréquence Jazz (du 10 janvier 1996 à juin 2008)
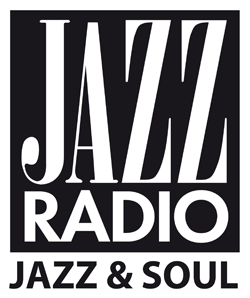
Logo de Jazz Radio (depuis juin 2008)

## Émissions
La station propose quelques émissions animées, certaines émissions étant qualifiées d'émissions phares telles que « Les bons plans Jazz » animée par Amélie Ozier.

## Diffusion
Jazz Radio est diffusée sur 52 fréquences FM en France.

### En numérique terrestre
- Lille en DAB+
- Lyon en DAB+
- Strasbourg en DAB+
- Valenciennes en DAB+
- Bordeaux en DAB+ sur le canal 8C
- Nancy en DAB+ canal 8D
- Epinal en DAB+
- Limoges en DAB+